# David Thompson (jugador de bàsquet)
David O'Neil Thompson (nascut el 13 de juliol de 1954 a Shelby, Carolina del Nord) és un exjugador de bàsquet estatunidenc que va jugar durant 9 temporades com a professional a l'ABA i l'NBA. Fou el número u del draft de l'NBA del 1975. Amb 1,93 metres d'alçada, jugava en la posició d'escorta.

## Trajectòria esportiva

### Universitat
Després de liderar la Universitat de North Carolina State en una temporada sense partits perduts l'any 1973 (27 victòries, 0 derrotes), va portar el seu equip a guanyar el títol de l'NCAA el 1974, en un torneig en el qual van derrotar el llavors vigent campió, UCLA.
Va ser triat durant tres anys consecutius com el Millor jugador de l'ACC, i en una lliga que ha donat tants talents com ara Michael Jordan, Ralph Sampson, Tim Duncan, Christian Laettner o Len Bias, és considerat per molts entesos com el millor jugador de la història de l'Atlantic Coast Conference.

### Professional
Thompson va ser triat com a número u en el Draft de l'NBA del 1975 i en el de l'ABA pels Atlanta Hawks i pels Denver Nuggets respectivament, decantant-se al final per l'equip de la lliga de la pilota tricolor, ja que no va considerar serioses les negociacions amb els Hawks. Va debutar com a professional aconseguint 26 punts, 6,3 rebots i 3,7 assistències, la qual cosa li va valer per ser triat en el millor quintet de rookies. Aquella mateixa temporada va ser finalista del concurs de mats, competició que va ser guanyada per Julius Erving.
Juntament amb el seu equip, va passar a jugar en la temporada 1976-77 a l'NBA, i va arribar a jugar en 4 ocasions l'All-Star Game. El màxim de la seva carrera el va aconseguir el 9 d'abril de 1978, quan va anotar 73 punts davant Detroit Pistons en un esforç per endur-se el títol de màxim anotador, cosa que finalment va aconseguir George Gervin, que aquest mateix dia en va aconseguir 63, avantatjant Thompson en 6 centèssimes en el percentatge.
Després d'aquesta temporada, va signar un contracte per 4 milions de dòlars i cinc anys, el més alt fins llavors ofert a un jugador de bàsquet. Però els seus problemes amb les drogues van fer que el seu rendiment anés en descens, i hagués de deixar prematurament la lliga el 1984, amb tan sols 29 anys.

### Estadístiques

#### Temporada regular
| Temporada | Edat | Equip               | Lliga |     | TIT | MIN  | TC   | TCA  | %TC  | 3   | 3PA | %3   | TL  | TLA | %TL  | R.of. | R.DEF. | REB | ASIS | ROB | TAP | PER | FP  | PTES |
| 1975-76   | 21   | Denver Nuggets      | ABA   | 83  |     | 37.4 | 9.7  | 18.9 | .515 | 0.0 | 0.2 | .158 | 6.5 | 8.2 | .794 | 2.7   | 3.6    | 6.3 | 3.7  | 1.6 | 1.2 | 3.0 | 3.4 | 26.0 |
| 1976-77   | 22   | Denver Nuggets      | NBA   | 82  |     | 36.6 | 10.0 | 19.8 | .507 |     |     |      | 5.8 | 7.6 | .766 | 1.7   | 2.4    | 4.1 | 4.1  | 1.4 | 0.6 |     | 2.9 | 25.9 |
| 1977-78   | 23   | Denver Nuggets      | NBA   | 80  |     | 37.8 | 10.3 | 19.8 | .521 |     |     |      | 6.5 | 8.4 | .778 | 2.0   | 2.9    | 4.9 | 4.5  | 1.2 | 1.2 | 3.1 | 2.7 | 27.2 |
| 1978-79   | 24   | Denver Nuggets      | NBA   | 76  |     | 35.1 | 9.1  | 17.8 | .512 |     |     |      | 5.8 | 7.7 | .753 | 1.4   | 2.2    | 3.6 | 3.0  | 0.9 | 1.1 | 2.4 | 2.4 | 24.0 |
| 1979-80   | 25   | Denver Nuggets      | NBA   | 39  |     | 31.8 | 7.4  | 15.8 | .468 | 0.2 | 0.5 | .368 | 6.5 | 8.6 | .758 | 1.4   | 3.0    | 4.5 | 3.2  | 1.0 | 1.0 | 3.0 | 2.7 | 21.5 |
| 1980-81   | 26   | Denver Nuggets      | NBA   | 77  |     | 34.0 | 9.5  | 18.8 | .506 | 0.1 | 0.5 | .256 | 6.4 | 8.0 | .795 | 1.4   | 2.3    | 3.7 | 3.0  | 0.7 | 0.8 | 3.2 | 3.0 | 25.5 |
| 1981-82   | 27   | Denver Nuggets      | NBA   | 61  | 5   | 20.4 | 5.1  | 10.6 | .486 | 0.1 | 0.2 | .286 | 4.5 | 5.6 | .814 | 0.9   | 1.5    | 2.4 | 1.9  | 0.6 | 0.5 | 2.3 | 2.4 | 14.9 |
| 1982-83   | 28   | Seattle Supersonics | NBA   | 75  | 64  | 28.7 | 5.9  | 12.3 | .481 | 0.0 | 0.1 | .200 | 4.0 | 5.1 | .784 | 1.3   | 2.3    | 3.6 | 3.0  | 0.6 | 0.4 | 2.2 | 1.9 | 15.9 |
| 1983-84   | 29   | Seattle Supersonics | NBA   | 19  | 0   | 18.4 | 4.7  | 8.7  | .539 | 0.0 | 0.1 | .000 | 3.3 | 3.8 | .849 | 0.9   | 1.4    | 2.3 | 0.7  | 0.5 | 0.7 | 1.4 | 1.6 | 12.6 |
| Total     |      |                     | TOTAL | 592 | 69  | 32.8 | 8.5  | 16.8 | .505 | 0.1 | 0.3 | .255 | 5.7 | 7.3 | .781 | 1.6   | 2.5    | 4.1 | 3.3  | 1.0 | 0.9 | 2.7 | 2.7 | 22.7 |
|           |      |                     | NBA   | 509 | 69  | 32.0 | 8.3  | 16.4 | .504 | 0.1 | 0.3 | .277 | 5.5 | 7.1 | .778 | 1.4   | 2.3    | 3.8 | 3.2  | 0.9 | 0.8 | 2.6 | 2.5 | 22.1 |
|           |      |                     | ABA   | 83  |     | 37.4 | 9.7  | 18.9 | .515 | 0.0 | 0.2 | .158 | 6.5 | 8.2 | .794 | 2.7   | 3.6    | 6.3 | 3.7  | 1.6 | 1.2 | 3.0 | 3.4 | 26.0 |

#### Playoffs
| Temporada | Edat | Equip               | Lliga |    | MIN  | TCA | TC  | 3PA | 3 | TLA | TL  | R.of. | REB | ASIS | ROB | TAP | PER | FP  | PTES | %TC  | %3   | %FT  | MIN  | PTES | REB | AST |
| 1975-76   | 21   | Denver Nuggets      | ABA   | 13 | 508  | 127 | 237 | 1   | 4 | 88  | 105 | 32    | 83  | 39   | 16  | 5   | 50  | 54  | 343  | .536 | .250 | .838 | 39.1 | 26.4 | 6.4 | 3.0 |
| 1976-77   | 22   | Denver Nuggets      | NBA   | 6  | 237  | 56  | 121 |     |   | 36  | 53  | 13    | 31  | 24   | 9   | 4   |     | 22  | 148  | .463 |      | .679 | 39.5 | 24.7 | 5.2 | 4.0 |
| 1977-78   | 23   | Denver Nuggets      | NBA   | 13 | 481  | 131 | 291 |     |   | 66  | 80  | 18    | 53  | 52   | 9   | 21  | 39  | 34  | 328  | .450 |      | .825 | 37.0 | 25.2 | 4.1 | 4.0 |
| 1978-79   | 24   | Denver Nuggets      | NBA   | 3  | 122  | 38  | 69  |     |   | 8   | 11  | 7     | 21  | 12   | 4   | 1   | 12  | 12  | 84   | .551 |      | .727 | 40.7 | 28.0 | 7.0 | 4.0 |
| 1981-82   | 27   | Denver Nuggets      | NBA   | 3  | 66   | 15  | 33  | 1   | 3 | 4   | 7   | 4     | 10  | 6    | 1   | 0   | 8   | 8   | 35   | .455 | .333 | .571 | 22.0 | 11.7 | 3.3 | 2.0 |
| 1982-83   | 28   | Seattle Supersonics | NBA   | 2  | 65   | 9   | 25  | 0   | 0 | 6   | 10  | 0     | 0   | 7    | 1   | 1   | 4   | 7   | 24   | .360 |      | .600 | 32.5 | 12.0 | 0.0 | 3.5 |
| Total     |      |                     | TOTAL | 40 | 1479 | 376 | 776 | 2   | 7 | 208 | 266 | 74    | 198 | 140  | 40  | 32  | 113 | 137 | 962  | .485 | .286 | .782 | 37.0 | 24.1 | 5.0 | 3.5 |
|           |      |                     | NBA   | 27 | 971  | 249 | 539 | 1   | 3 | 120 | 161 | 42    | 115 | 101  | 24  | 27  | 63  | 83  | 619  | .462 | .333 | .745 | 36.0 | 22.9 | 4.3 | 3.7 |
|           |      |                     | ABA   | 13 | 508  | 127 | 237 | 1   | 4 | 88  | 105 | 32    | 83  | 39   | 16  | 5   | 50  | 54  | 343  | .536 | .250 | .838 | 39.1 | 26.4 | 6.4 | 3.0 |

## Assoliments personals
- 4 vegades jugador d'un All-Star Game.
- Va acabar en 5 ocasions entre els 5 millors golejadors de la lliga.
- Màxim llançador de tirs lliures el 1977.
- MVP de l'All-Star Game de 1979.
- Membre del Basketball Hall of Fame des de 1996.
- Triat en el millor quintet de la dècada dels 70 de la NCAA.